# Championnats du monde de cyclisme sur piste 1971
Navigation
Leicester 1970 Marseille 1972
Les championnats du monde de cyclisme sur piste 1971 ont eu lieu à Varèse en Italie. Onze épreuves sont disputées : 9 par les hommes (3 pour les professionnels et 6 pour les amateurs) et deux par les femmes.

## Résultats

### Hommes

#### Podiums professionnels
| Compétition            | Or                        | Argent                      | Bronze                   |
| ---------------------- | ------------------------- | --------------------------- | ------------------------ |
| Vitesse individuelle   | Leijn Loevesijn Pays-Bas  | Robert Van Lancker Belgique | Giordano Turrini Italie  |
| Poursuite individuelle | Dirk Baert Belgique       | Charly Grosskost France     | Hugh Porter Royaume-Uni  |
| Demi-fond              | Theo Verschueren Belgique | Jacob Oudkerk Pays-Bas      | Domenico de Lillo Italie |

#### Podiums amateurs
| Compétition            | Or                                                                      | Argent                                                                          | Bronze                                                                    |
| ---------------------- | ----------------------------------------------------------------------- | ------------------------------------------------------------------------------- | ------------------------------------------------------------------------- |
| Kilomètre              | Eduard Rapp Union soviétique                                            | Peder Pedersen Danemark                                                         | Pierre Trentin France                                                     |
| Vitesse individuelle   | Daniel Morelon France                                                   | Sergeï Kravtsov Union soviétique                                                | Ivan Kucirek Tchécoslovaquie                                              |
| Poursuite individuelle | Martín Emilio Rodríguez Colombie                                        | Josef Fuchs Suisse                                                              | Giacomo Bazzan Italie                                                     |
| Poursuite par équipes  | Italie Pietro Algeri Giacomo Bazzan Giorgio Morbiato Luciano Borgognoni | Allemagne de l'Est Thomas Huschke Heinz Richter Herbert Richter Uwe Unterwalder | Allemagne de l'Ouest Günter Haritz Udo Hempel Peter Vonhof Jürgen Colombo |
| Demi-fond              | Horst Gnas Allemagne de l'Ouest                                         | Rainer Podlesch Allemagne de l'Ouest                                            | Gaby Minneboo Pays-Bas                                                    |
| Tandem                 | Allemagne de l'Est Hans-Jürgen Geschke Werner Otto                      | Allemagne de l'Ouest Jürgen Barth Rainer Muller                                 | France Pierre Trentin Daniel Morelon                                      |

### Femmes
| Compétition            | Or                                 | Argent                            | Bronze                       |
| ---------------------- | ---------------------------------- | --------------------------------- | ---------------------------- |
| Vitesse individuelle   | Galina Tsareva Union soviétique    | Galina Ermolaeva Union soviétique | Iva Zajikova Tchécoslovaquie |
| Poursuite individuelle | Tamara Garkuchina Union soviétique | Keetie Hage Pays-Bas              | Iva Zajikova Tchécoslovaquie |

## Tableau des médailles
| Rang | Nation               | Or | Argent | Bronze | Total |
| ---- | -------------------- | -- | ------ | ------ | ----- |
| 1    | Union soviétique     | 3  | 2      | 0      | 5     |
| 2    | Belgique             | 2  | 1      | 0      | 3     |
| 3    | Pays-Bas             | 1  | 2      | 1      | 4     |
| -    | Allemagne de l'Ouest | 1  | 2      | 1      | 4     |
| 5    | France               | 1  | 1      | 2      | 4     |
| 6    | Allemagne de l'Est   | 1  | 1      | 0      | 2     |
| 7    | Italie               | 1  | 0      | 3      | 4     |
| 8    | Colombie             | 1  | 0      | 0      | 1     |
| 9    | Danemark             | 0  | 1      | 0      | 1     |
| -    | Suisse               | 0  | 1      | 0      | 1     |
| 11   | Tchécoslovaquie      | 0  | 0      | 3      | 3     |
| 12   | Grande-Bretagne      | 0  | 0      | 1      | 1     |
|      |                      | 11 | 11     | 11     | 33    |